# Norrlands-Kuriren
Norrlands-Kuriren var en svensk kommunistisk tidning. Den grundades 1919 av Oscar Öhman som Medelpads-Kuriren, men bytte namn redan 1921. Tidningen fortlevde till 1938.. Bland medarbetarna kan nämnas grundarens bror och sedermera riksdagsledamoten Gunnar Öhman, grundarens son Ivar Öhman samt författaren Lars Ahlin.